# Llista de departaments francesos

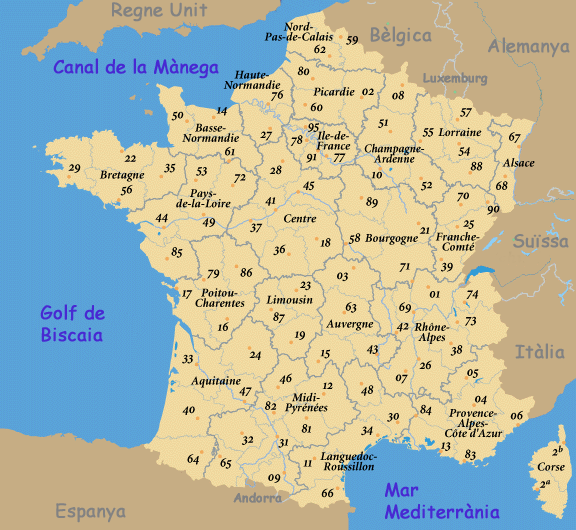
Departaments i regions de França abans de la reorganització regional de França del 2016.

Llista de departaments francesos per número conté una taula dels Departaments de França (départements) amb la seva capital (préfecture), classificats segons el seu nombre ordinal. Originalment, els 89 departaments existents el 1922 es van numerar per ordre alfabètic: des de l'1 per a l'Ain fins al 89 per al Yonne. Per al Territori de Belfort, creat posteriorment, es va assignar el 90. La reorganització de l'Illa de França, el 1964, va comportar la reassignació del 75 i 78, i la creació del 91 al 95. La divisió de l'illa de Còrsega en dos departaments l'1 de gener de 1976 va comportar la creació del 2A i 2B.
| Número | Departament                                           | Capital              |
| ------ | ----------------------------------------------------- | -------------------- |
| 01     | l'Ain                                                 | Bourg-en-Bresse      |
| 02     | l'Aisne                                               | Laon                 |
| 03     | l'Alier (Allier)                                      | Molins               |
| 04     | els Alps de l'Alta Provença (Alpes-de-Haute-Provence) | Dinha                |
| 05     | els Alts Alps (Alpes, Hautes-)                        | Gap                  |
| 06     | els Alps Marítims (Alpes-Maritimes)                   | Niça                 |
| 07     | l'Ardecha (Ardèche)                                   | Privàs               |
| 08     | les Ardenes (Ardennes)                                | Charleville-Mézières |
| 09     | l'Arieja (Ariège)                                     | Foix                 |
| 10     | l'Aube                                                | Troyes               |
| 11     | l'Aude                                                | Carcassona           |
| 12     | l'Avairon (Aveyron)                                   | Rodés                |
| 13     | les Boques del Roine (Bouches-du-Rhône)               | Marsella             |
| 14     | Calvados                                              | Caen                 |
| 15     | Cantal                                                | Orlhac               |
| 16     | el Charente                                           | Angulema             |
| 17     | la Charanta Marítima (Charente-Maritime)              | La Rochelle          |
| 18     | el Cher                                               | Bourges              |
| 19     | la Corresa (Corrèze)                                  | Tula                 |
| 2A     | Còrsega del Sud (Corse-du-Sud)                        | Aiacciu              |
| 2B     | l'Alta Còrsega (Corse, Haute-)                        | Bastia               |
| 21     | la Costa d'Or (Côte-d'Or)                             | Dijon                |
| 22     | les Costes del Nord (Côtes-d'Armor)                   | Saint-Brieuc         |
| 23     | la Cruesa (Creuse)                                    | Garait               |
| 24     | la Dordonya (Dordogne)                                | Perigús              |
| 25     | el Doubs                                              | Besançon             |
| 26     | la Droma (Drôme)                                      | Valença              |
| 27     | l'Eure                                                | Évreux               |
| 28     | Eure i Loir (Eure-et-Loir)                            | Chartres             |
| 29     | Finisterre (Finistère)                                | Quimper              |
| 30     | el Gard                                               | Nimes                |
| 31     | l'Alta Garona (Garonne, Haute-)                       | Tolosa de Llenguadoc |
| 32     | el Gers                                               | Auch                 |
| 33     | la Gironda (Gironde)                                  | Bordeus              |
| 34     | l'Erau (Hérault)                                      | Montpeller           |
| 35     | Ille i Vilaine (Ille-et-Vilaine)                      | Rennes               |
| 36     | l'Indre                                               | Châteauroux          |
| 37     | Indre i Loira (Indre-et-Loire)                        | Tours                |
| 38     | la Isèra (Isère)                                      | Grenoble             |
| 39     | el Jura                                               | Lons-le-Saunier      |
| 40     | les Landes                                            | lo Mont de Marsan    |
| 41     | Loir i Cher (Loir-et-Cher)                            | Blois                |
| 42     | el Loira (Loire)                                      | Sant-Etiève          |
| 43     | l'Alt Loira (Loire, Haute-)                           | lo Puèi de Velai     |
| 44     | el Loira Atlàntic (Loire-Atlantique)                  | Nantes               |
| 45     | el Loiret                                             | Orleans              |
| 46     | l'Òlt (Lot)                                           | Caors                |
| 47     | Òlt i Garona (Lot-et-Garonne)                         | Agen                 |
| 48     | el Losera (Lozère)                                    | Mende                |
| 49     | Maine i Loira (Maine-et-Loire)                        | Angers               |
| 50     | la Manche                                             | Saint-Lô             |
| 51     | el Marne                                              | Châlons-en-Champagne |
| 52     | l'Alt Marne (Marne, Haute-)                           | Chaumont             |
| 53     | el Mayenne (Mayenne)                                  | Laval                |
| 54     | Meurthe i Mosel·la (Meurthe-et-Moselle)               | Nancy                |
| 55     | el Mosa (Meuse)                                       | Bar-le-Duc           |
| 56     | Ar Mor-Bihan (Marbenne)                               | Gwened               |
| 57     | el Mosel·la (Moselle)                                 | Metz                 |
| 58     | el Nièvre                                             | Nevers               |
| 59     | el Nord                                               | Lilla                |
| 60     | l'Oise                                                | Beauvais             |
| 61     | l'Orne                                                | Alençon              |
| 62     | el Pas de Calais                                      | Arràs                |
| 63     | el Puèi Domat (Puy-de-Dôme)                           | Clarmont d'Alvèrnia  |
| 64     | els Pirineus Atlàntics (Pyrénées-Atlantiques)         | Pau                  |
| 65     | els Alts Pirineus (Pyrénées, Haute-)                  | Tarba                |
| 66     | els Pirineus Orientals (Pyrénées-Orientales)          | Perpinyà             |
| 67     | el Baix Rin (Rhin, Bas-)                              | Estrasburg           |
| 68     | l'Alt Rin (Rhin, Haut-)                               | Colmar               |
| 69     | el Roine (Rhône)                                      | Lió                  |
| 70     | l'Alt Saona (Haute-Saône)                             | Vesoul               |
| 71     | Saona i Loira (Saône-et-Loire)                        | Mâcon                |
| 72     | el Sarthe                                             | Le Mans              |
| 73     | la Savoia (Savoie)                                    | Chambéry             |
| 74     | l'Alta Savoia (Savoie, Haute-)                        | Annecy               |
| 75     | París (Paris)                                         | París                |
| 76     | el Sena Marítim (Seine-Maritime)                      | Rouen                |
| 77     | Sena i Marne (Seine-et-Marne)                         | Melun                |
| 78     | Yvelines                                              | Versalles            |
| 79     | Deux-Sèvres                                           | Niort                |
| 80     | el Somme                                              | Amiens               |
| 81     | el Tarn                                               | Albi                 |
| 82     | Tarn i Garona (Tarn-et-Garonne)                       | Montalban            |
| 83     | el Var                                                | Toló                 |
| 84     | Valclusa (Vaucluse)                                   | Avinyó               |
| 85     | la Vendée (Vendée)                                    | La Roche-sur-Yon     |
| 86     | la Viena (Vienne)                                     | Poitiers             |
| 87     | l'Alta Viena (Vienne, Haute-)                         | Llemotges            |
| 88     | els Vosges                                            | Épinal               |
| 89     | el Yonne (Yonne)                                      | Auxerre              |
| 90     | el Territori de Belfort (Belfort, Territoire-de-)     | Belfort              |
| 91     | l'Essonne                                             | Évry                 |
| 92     | els Alts del Sena (Seine, Hauts-de-)                  | Nanterre             |
| 93     | Sena Saint-Denis (Seine-Saint-Denis)                  | Bobigny              |
| 94     | la Vall del Marne                                     | Créteil              |
| 95     | la Val-d'Oise                                         | Cergy i Pontoise     |
| 971    | Guadeloupe                                            | Basse-Terre          |
| 972    | Martinica (Martinique)                                | Fort-de-France       |
| 973    | la Guaiana Francesa (Guyane)                          | Cayenne              |
| 974    | la Reunió (Réunion)                                   | Saint-Denis          |